# Cygnaeuksen galleria
De Cygnaeuksen galleria (het Cygnaeuksenmuseum) is een kunstmuseum in de Finse hoofdstad Helsinki.
Het bevindt zich in het voormalige woonhuis van professor Fredrik Cygnaeus uit 1870. Na zijn overlijden in 1881 doneerde hij het gebouw met zijn kunstverzameling aan de Finse staat. Het opende voor het publiek in 1882 en wordt beheerd door de Finse monumentenvereniging. Het wordt daardoor soms als het oudste kunstmuseum van Finland gezien.